# لکسوس یوایکس
لکسوس یوایکس (انگلیسی: Lexus UX) یک خودروی کراس اوور لوکس از لکسوس، بخش خودروهای لوکس تویوتا است. این خودرو در مارس ۲۰۱۸ در نمایشگاه خودرو ژنو به عنوان کوچکترین مدل کراس اوور در خط لکسوس معرفی شد که در نسخه‌ای فشرده از ان‌ایکس قرار دارد. همچنین این خودرو اولین مدل لکسوس است که از پلت‌فرم جی‌ای-سی استفاده می‌کند. نام «یوایکس» مخفف «کاوشگر شهری (به انگلیسی: Urban Explorer)» است.
طبق گفته‌های لکسوس، این وسیله نقلیه «طراحی جسورانه و شیکی دارد که بدنه گویا را با اندازه جمع و جور ترکیب می‌کند». یوایکس مجهز به سیستم ایمنی به عنوان تجهیزات استاندارد Lexus + 2.0 است.

## نگارخانه

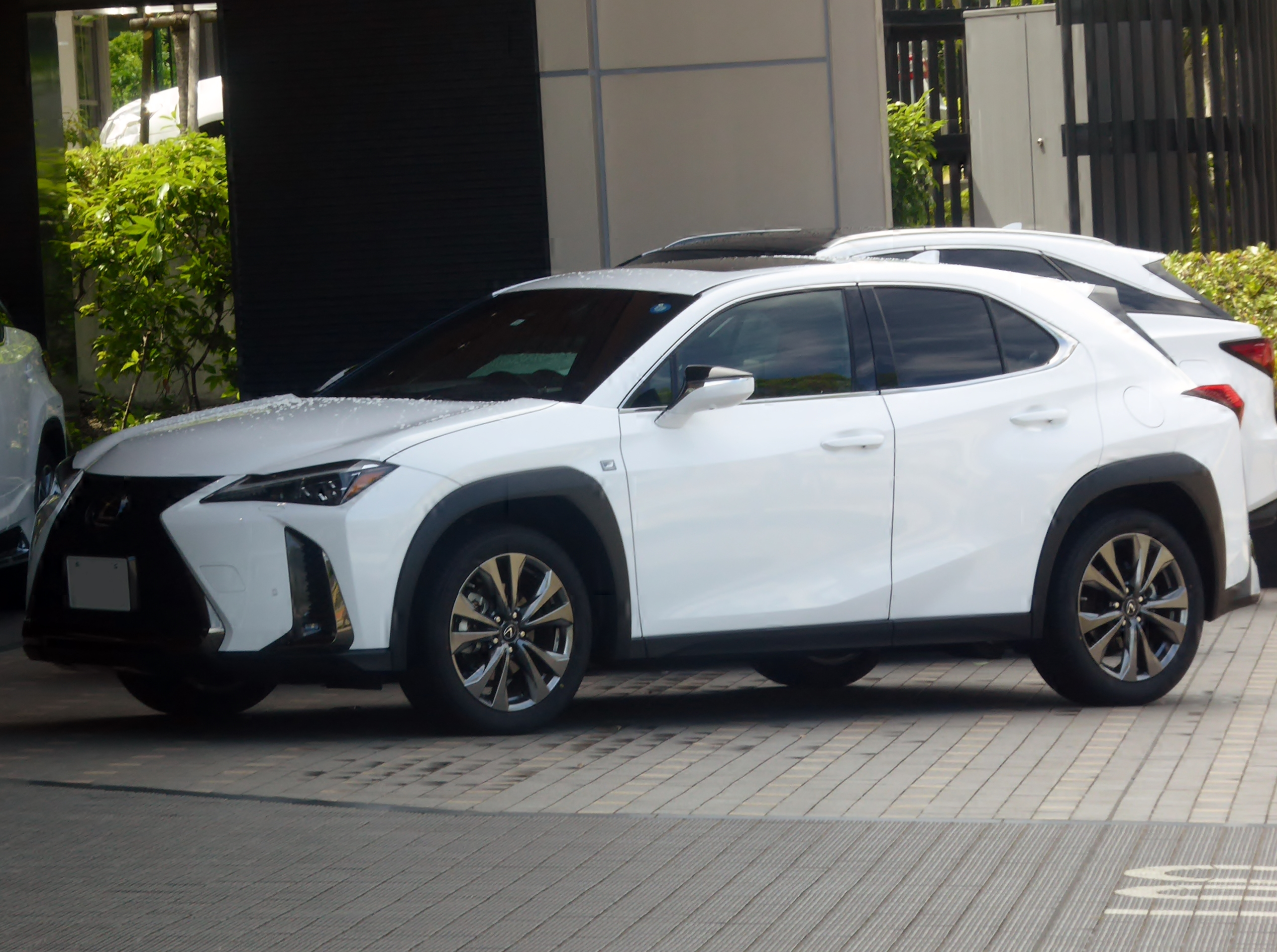
یوایکس 200 F Sport (MZAA10, Japan)
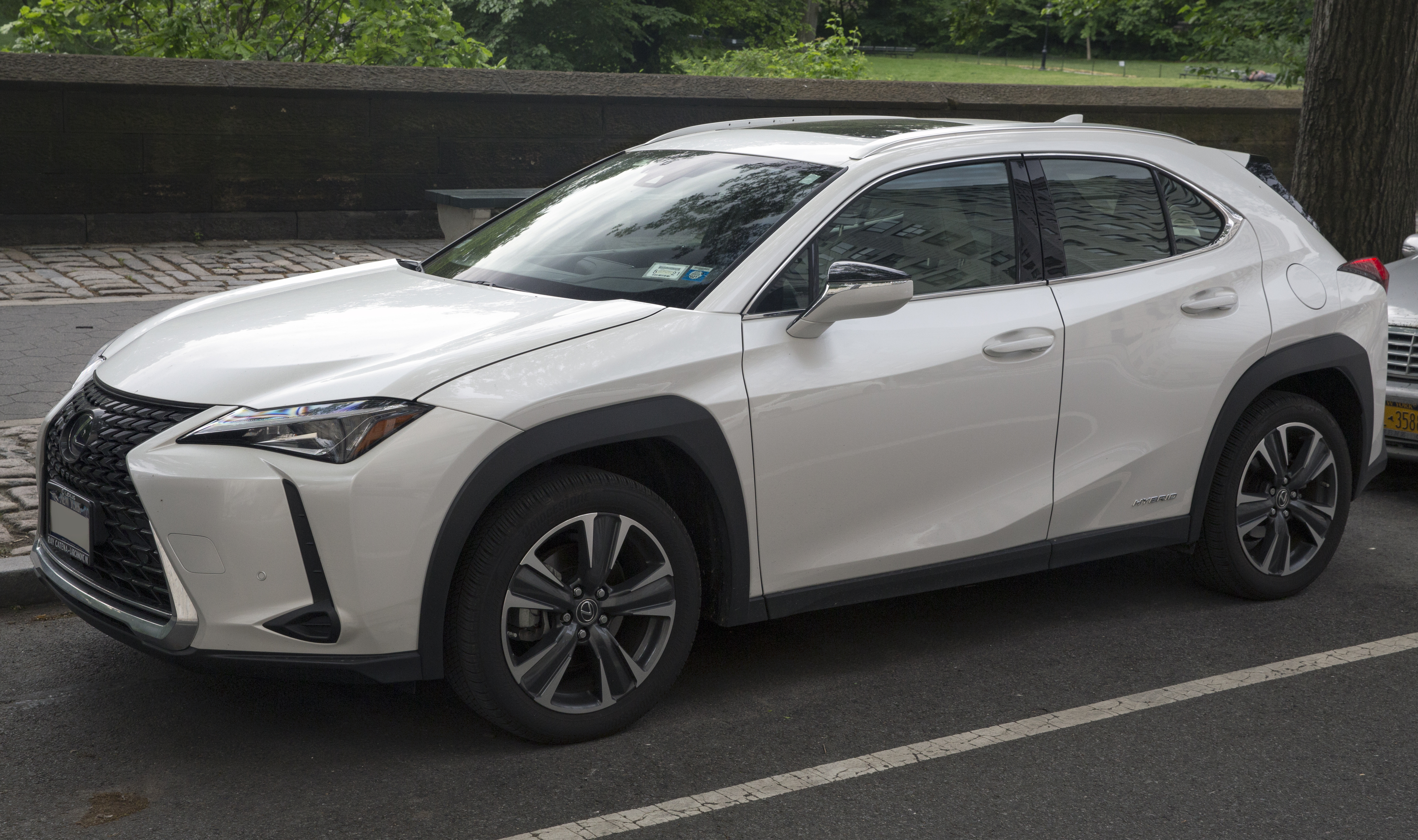
یوایکس 250h (MZAH10, آمریکا)
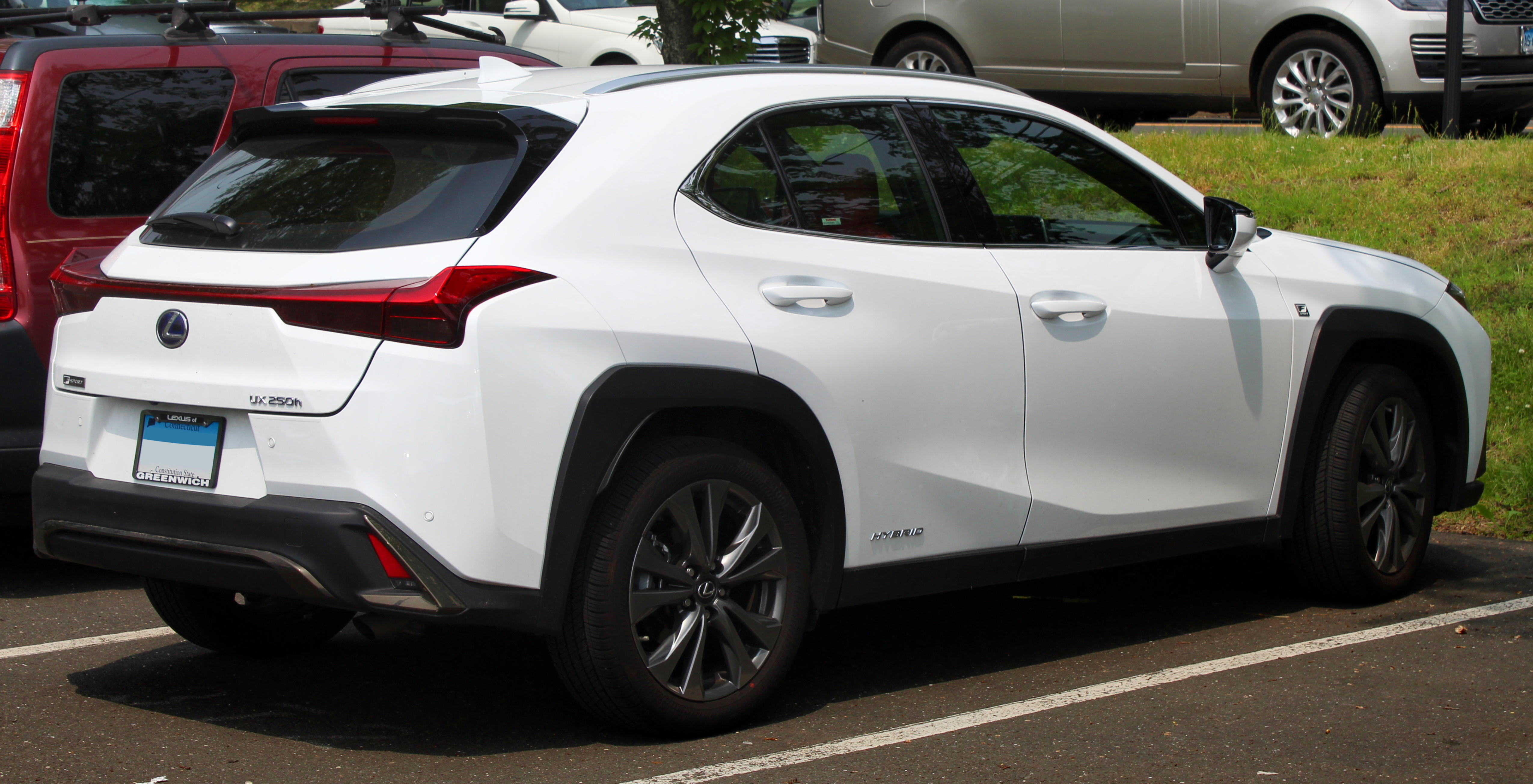
یوایکس 250h (MZAH10, آمریکا)
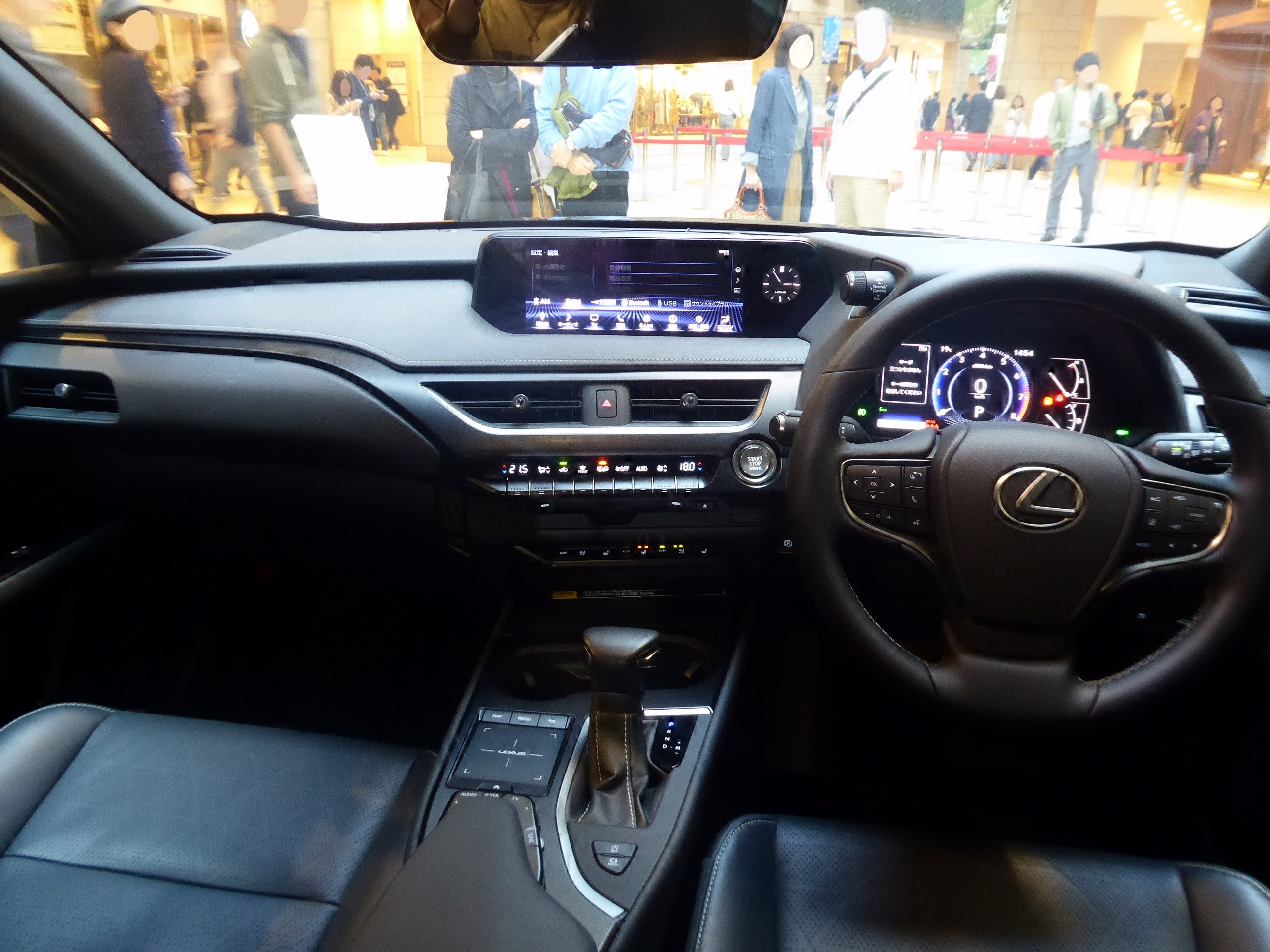
نمای داخلی
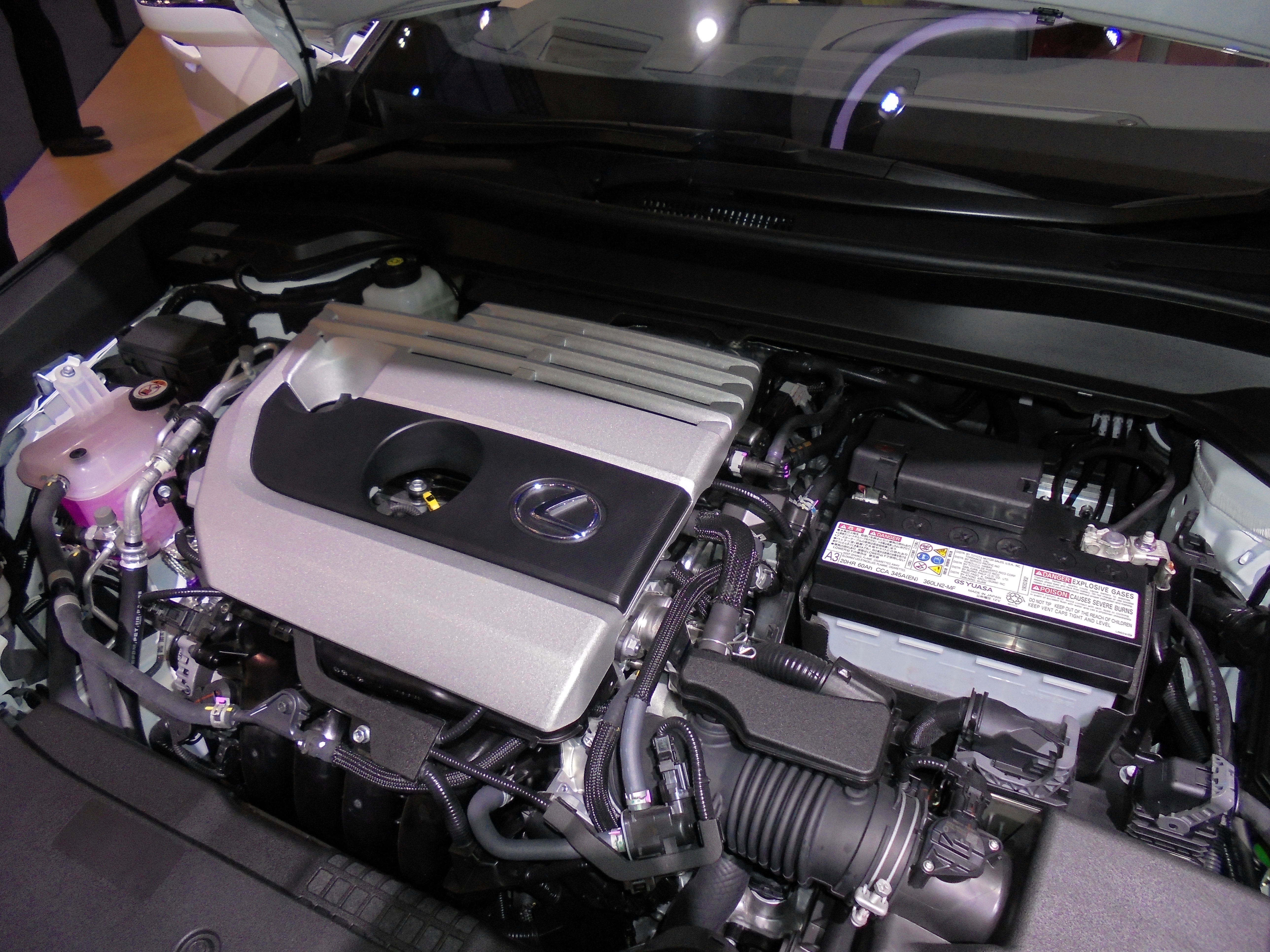
M20A-FKS engine in the UX ۲۰۰